# 弗里克·戈林斯基
弗里克·戈林斯基（Freek Golinski，1991年6月19日—），比利時男子羽毛球運動員。

## 簡歷
2013年8月，弗里克·戈林斯基參加中國廣州舉行的世界羽毛球錦標賽，分別與塞维琳·科尔维兰和马蒂耶斯·迪耶克斯出戰混合雙打及男子雙打項目。混雙方面，他與科尔维兰在比賽首日出戰，首圈就以0比2（9-21、7-21）負於俄羅斯的维塔利·杜尔金/尼娜·维斯洛娃出局；至於男雙方面，他和迪耶克斯因對手棄權而自動晉級，但在第二圈就以0比2（10-21、18-21）不敵8號種子、中國的蔡赟/傅海峰出局。
2015年8月，弗里克·戈林斯基參加印尼雅加達舉行的世界羽毛球錦標賽，與马蒂耶斯·迪耶克斯合作出戰男子雙打項目，他們在首圈以2-0輕取秘魯組合晉級，但在第二圈就以0比2（11-21、12-21）不敵9號種子、中國的刘小龙/邱子瀚出局。

## 主要比賽成績
只列出曾進入準決賽的國際賽事成績：
| 年份   | 賽事                         | 公開賽級別 | 項目     | 搭檔              | 成績   |
| ------ | ---------------------------- | ---------- | -------- | ----------------- | ------ |
| 2011年 | 克羅地亞羽毛球國際賽         | 國際系列賽 | 混合雙打 | 施特菲·安妮斯     | 準決賽 |
| 2012年 | 法國羽毛球國際賽             | 國際系列賽 | 男子雙打 | 马蒂耶斯·迪耶克斯 | 準決賽 |
| 2012年 | 波蘭羽毛球公開賽             | 國際系列賽 | 男子雙打 | 马蒂耶斯·迪耶克斯 | 亞軍   |
| 2012年 | 捷克羽毛球國際賽             | 國際挑戰賽 | 男子雙打 | 马蒂耶斯·迪耶克斯 | 準決賽 |
| 2014年 | 冰島羽毛球國際賽             | 國際系列賽 | 男子雙打 | 马蒂耶斯·迪耶克斯 | 亞軍   |
| 2014年 | 秘魯羽毛球國際賽             | 國際挑戰賽 | 男子雙打 | 马蒂耶斯·迪耶克斯 | 冠軍   |
| 2014年 | 巴西羽毛球大獎賽             | 大獎賽     | 男子雙打 | 马蒂耶斯·迪耶克斯 | 準決賽 |
| 2015年 | 奧地利羽毛球公開賽           | 國際挑戰賽 | 男子雙打 | 马蒂耶斯·迪耶克斯 | 準決賽 |
| 2015年 | 南方共同市場羽毛球國際挑戰賽 | 國際挑戰賽 | 男子雙打 | 马蒂耶斯·迪耶克斯 | 冠軍   |
| 2015年 | 奧爾良羽毛球國際挑戰賽       | 國際挑戰賽 | 男子雙打 | 马蒂耶斯·迪耶克斯 | 準決賽 |
| 2016年 | 巴西羽毛球國際賽             | 國際系列賽 | 男子雙打 | 马蒂耶斯·迪耶克斯 | 準決賽 |
| 2016年 | 牙買加羽毛球國際賽           | 國際系列賽 | 男子雙打 | 马蒂耶斯·迪耶克斯 | 冠軍   |
| 2016年 | 秘魯羽毛球國際賽             | 國際挑戰賽 | 男子雙打 | 马蒂耶斯·迪耶克斯 | 準決賽 |
| 2016年 | 巴西羽毛球大獎賽             | 大獎賽     | 男子雙打 | 马蒂耶斯·迪耶克斯 | 準決賽 |
| 2016年 | 匈牙利羽毛球國際賽           | 國際系列賽 | 男子雙打 | 马蒂耶斯·迪耶克斯 | 準決賽 |
| 2017年 | 斯洛文尼亞羽毛球國際賽       | 國際系列賽 | 男子雙打 | 马蒂耶斯·迪耶克斯 | 冠軍   |
| 2017年 | 斯洛文尼亞羽毛球國際賽       | 國際系列賽 | 混合雙打 | 丽丝·贾克斯       | 準決賽 |
| 2017年 | 愛爾蘭羽毛球公開賽           | 國際系列賽 | 男子雙打 | 马蒂耶斯·迪耶克斯 | 準決賽 |
| 2018年 | 葡萄牙羽毛球國際賽           | 國際系列賽 | 男子雙打 | 马蒂耶斯·迪耶克斯 | 準決賽 |

| 2007-2017年 | 首要超級賽 | 超級賽 | 黃金大獎賽 | 大獎賽 | 國際挑戰賽 | 國際系列賽 | 未來系列賽 | 其他 |

| 2018-2026年 | 總決賽 | 超級1000賽 | 超級750賽 | 超級500賽 | 超級300賽 | 超級100賽 | 國際挑戰賽 | 國際系列賽 | 未來系列賽 | 其他 |

### 奧運會和世錦賽參賽紀錄
|          | 搭檔              | 2011 | 2012 | 2013 | 2014 | 2015 | 2016 | 2017 |
| -------- | ----------------- | ---- | ---- | ---- | ---- | ---- | ---- | ---- |
| 男子雙打 | 马蒂耶斯·迪耶克斯 | 48強 | －   | 32強 | 48強 | 32強 | －   | 32強 |
|          |                   |      |      |      |      |      |      |      |
| 混合雙打 | 塞维琳·科尔维兰   | －   | －   | 48強 | －   | －   | －   | －   |